# Lifted (Lighthouse Family)
Lifted è un singolo del duo musicale britannico Lighthouse Family, pubblicato nel 1995 ed estratto dal loro album di debutto Ocean Drive.
Il brano è stato scritto da Paul Tucker, Martin Brammer e Tunde Baiyewu. Nel corso di un'intervista, quest'ultimo ha dichiarato che Lifted è "probabilmente" la canzone del duo al quale si sente più legato.

## Tracce
- CD

1. Lifted (full mix)
2. Beautiful Night
3. Absolutely Everything
4. Lifted (instrumental)